# Bivacco Cesare Fiorio
I bivacchi Cesare Fiorio sono situati nel comune di Courmayeur, nella val Ferret, nel massiccio del Monte Bianco, a 2810 m s.l.m.
Il vecchio bivacco, costruito nel 1952, è una classica costruzione in legno e lamiera, situata circa 50 metri sotto il nuovo bivacco. Il nuovo bivacco, costruito nel 1973, dispone di 24 posti letto e di un ambiente più spazioso e piacevole, che lo rendono decisamente preferibile alla vecchia costruzione.

## Accesso
I metri di dislivello sono 1050 e il tempo stimato di andata/ritorno è di 5.30 ore.
Da Courmayeur si raggiunge Arp Nouva (pron. Arnùva) e si prosegue lasciando a sinistra i sentieri per il bivacco Comino e per il rifugio Dalmazzi, proseguendo sul sentiero per il rifugio Elena. Superati due tornanti se ne taglia uno con una scorciatoia. Da un bivio (2020 m) si lascia la mulattiera per il rifugio e si imbocca il sentiero per il bivacco (segnavia n. 24) che raggiunge la morena del ghiacciaio di Pré de Bar, e prosegue in una piccola valle pianeggiante, al termine della quale si inizia a salire per un sentierino che si inerpica sulla destra del canalone che scende dal Petit col Ferret.
Ad un tratto ripido e faticoso tra affioramenti di roccia scistosa seguono dei terrazzi erbosi, oltre i quali si raggiunge a mezza costa il Petit Col Ferret. Prima del valico si stacca a sinistra un sentiero a mezza costa. Lo si segue aggirando un costone che scende dalla punta Allobrogia, e si prosegue per rocce e nevai. Superato un tratto più ripido si raggiungono i due bivacchi Fiorio.
La discesa richiede 2.15 ore.

## Ascensioni
I bivacchi sono punto di partenza per la via normale del mont Dolent (PD/PD+).